# Финал Кубка СССР по футболу среди женщин 1991
Финал Кубка СССР по футболу среди женщин 1991 года — первый по счёту финал Кубка по футболу среди женских команд и единственный розыгрыш в СССР. Матч состоялся 21 сентября 1991 года на стадионе «Спортивного городка» Олимпийского комплекса «Лужники» в Москве. Матч закончился серией пенальти — следующая серия пенальти в финале произойдет только через 29 лет в Финале Кубка России 2020 на этом же стадионе Спортивного городка Лужники.

## Путь к финалу
| И | В | Н | П | ГЗ | ГП | РГ  |
| - | - | - | - | -- | -- | --- |
| 9 | 5 | 4 | 0 | 19 | 3  | +15 |

| И | В | Н | П | ГЗ | ГП | РГ  |
| - | - | - | - | -- | -- | --- |
| 7 | 4 | 2 | 1 | 12 | 2  | +10 |

## Превью
Красноярская «Сибирячка» выйдя в финал установила несколько рекордов:
- первый и единственный раз победителем и финалистом кубка страны (как и Кубка России, как правоприемника) стала команда первой лиги;
- команда провела 10 матчей[3][8] с учётом финального (без учёта технической победы) — больше никто не проводил;
- команда ни провела ни одного домашнего матча: «Днепр» в Красноярск не приехал, а с «Надеждой» клуб играл в Грозном, благодаря главному тренеру «Терека» Александру Тарханову[9].

## Финальный матч
| Сибирячка                                                                                      | 0:0 | Прометей                                                                                            |
| ---------------------------------------------------------------------------------------------- | --- | --------------------------------------------------------------------------------------------------- |
|                                                                                                |     | |
| Пенальти                                                                                       |     | |
| · Коробицына 0:0 · Заренина 0:1 · Богун 1:2 · Горбачёва 1:2 · Грабельникова 2:2 · Яновская 3:2 | 3:2 | 0:0 Лариса Смирнова · 0:1 Наталья Воронина · 0:2 Ангелина Евдокимович · 1:2 ... · 1:2 ... · 2:2 ... |

| вр              |  | Елена Левчук          |                 |
| защ             |  | Ольга Богун           |                 |
| защ             |  | Людмила Коробицына    | Капитан команды |
| защ             |  | Марина Дикарёва       |                 |
| защ             |  | Марина Горбачёва      |                 |
| пз              |  | Мария Филютина        | 75'             |
| пз              |  | Ольга Заренина        |                 |
| пз              |  | Елена Иванченко       | 51'             |
| пз              |  | Наталья Тарасевич     |                 |
| пз              |  | Лариса Царёва         | 41'             |
| нап             |  | Наталья Сидорова      |                 |
| Запасные:       |  |                       |                 |
| пз              |  | Наталья Яновская      | 75'             |
| пз              |  | Наталья Грабельникова | 51'             |
| пз              |  | Ольга Мишанская       | 41'             |
| Главный тренер: |  |                       |                 |
|                 |  | Валерий Черкашин      |                 |